# 수하렙스카야역
수하렙스카야역(러시아어: Сухаревская)은 모스크바 지하철 칼루시스코 리시스카야 선의 역이다. 1972년 1월 5일에 개장했다.
이 역은 가든 링 바로 남쪽의 스레텐카 거리 아래에 위치한다. 개통 초기부터 1990년 11월까지 이 역은 소련의 집단농사와 유사하게 명명된 광장에서 유래된 "콜호즈나야(러시아어: Кокхозная)"라고 불렸다.

## 디자인
노란 대리석의 필롱은 본 역의 원래 역명인 콜호즈나야의 "콜렉티브 팜"에 맞추어 양식화된 밀단을 형상화시켰다. 벽은 하얀 대리석으로 되어 있고 R의 명판으로 장식되어 있다. 건축가는 포그레브노이, 예 콜류파노바, S. 클류파노프이다. 조명은 천장의 밑부분을 따라 달리는 인렛 램프 줄에서 비춰진다.

## 같이 보기
- (러시아어) metro.ru
- (러시아어) news.metro.ru